# Seleção Grega de Voleibol Feminino
A seleção grega de voleibol feminino é uma equipe europeia composta pelas melhores jogadoras de voleibol da Grécia. A equipe é mantida pela Federação Grega de Voleibol (Elliniki Omospondia Petosferiseos). Encontra-se na 70ª posição do ranking mundial da FIVB segundo dados de 6 de outubro de 2015.